# Huit provinces de Corée

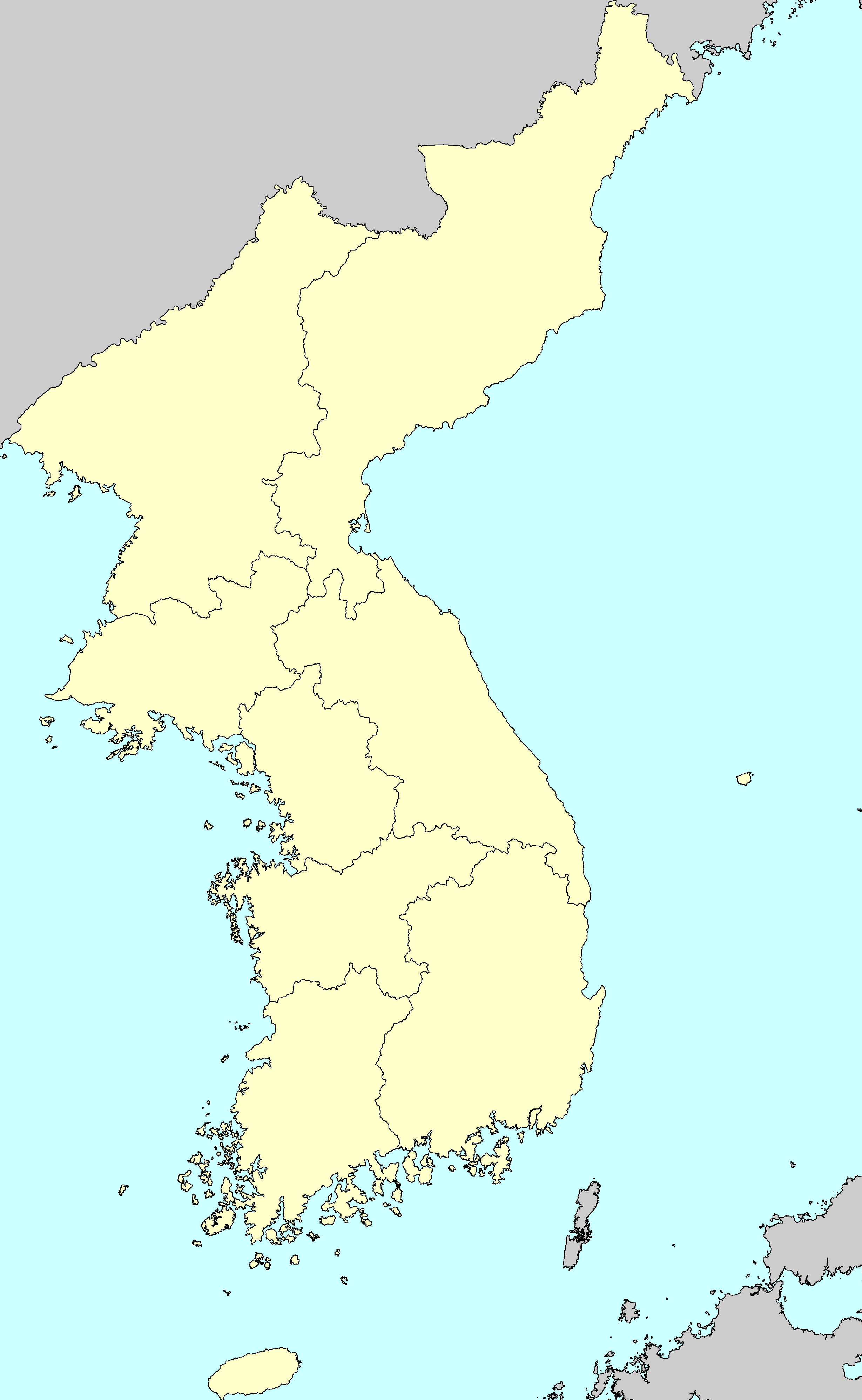
Cartes des 8 provinces de Corée.

Les huit provinces de Corée sont les anciennes divisions de la Corée, durant la dynastie Yi, aussi dite dynastie de Joseon et période Chosŏn. Leurs frontières sont demeurées inchangées durant presque cinq siècles, de 1413 à 1895. Elles donnent lieu à un paradigme qui est encore présent dans les divisions administratives de la péninsule coréenne, les dialectes et les distinctions régionales. Chacun de leur nom est aussi préservé de cette façon.
Depuis la partition de la péninsule en 1953, entre Corée du Nord et Corée du Sud, elles servent de base à l'organisation territoriale de chacun des deux États.

## Tableau des provinces
| Province    | Hangeul | Hanja  | Origine du nom     | Capitale         | Nom régional                   | Dialecte                | Provinces d'après 1896                                                    |
| ----------- | ------- | ------ | ------------------ | ---------------- | ------------------------------ | ----------------------- | ------------------------------------------------------------------------- |
| Chungcheong | 충청도  | 忠清道 | Chungju, Cheongju  | Gongju           | Hoseo                          | Dialecte de Chungcheong | • Chungcheong du Nord • Chungcheong du Sud                                |
| Gangwon     | 강원도  | 江原道 | Gangneung, Wonju   | Wonju            | Gwandong (Yeongseo, Yeongdong) | Dialecte de Gangwon     | Gangwon                                                                   |
| Gyeonggi    | 경기도  | 京畿道 | Voir.              | Hanseong (Séoul) | Gijeon                         | Dialecte de Séoul       | Gyeonggi                                                                  |
| Gyeongsang  | 경상도  | 慶尙道 | Gyeongju, Sangju   | Daegu            | Yeongnam                       | Dialecte de Gyeongsang  | • Gyeongsang du Nord • Gyeongsang du Sud                                  |
| Hamgyŏng    | 함경도  | 咸鏡道 | Hamhŭng, Kyŏngsŏng | Hamhŭng          | Kwanbuk, Kwannam               | Dialecte de Hamgyŏng    | • Hamgyong du Nord • Hamgyong du Sud                                      |
| Hwanghae    | 황해도  | 黃海道 | Hwangju, Haeju     | Haeju            | Haesŏ                          | Dialecte de Hwanghae    | Division moderne instaurée en 1954 : • Hwanghae du Nord • Hwanghae du Sud |
| Jeolla      | 전라도  | 全羅道 | Jeonju, Naju       | Jeonju           | Honam                          | Dialecte de Jeolla      | • Nord • Sud                                                              |
| P'yŏngan    | 평안도  | 平安道 | P'yŏngyang, Anju   | P'yŏngyang       | Kwansŏ                         | Dialecte de P'yŏngan    | • Nord • Sud                                                              |